# Change (álbum de Sugababes)
Change é o quinto álbum de estúdio do girl group britânico Sugababes, lançado através da Island Records em outubro de 2007 na maioria dos territórios europeus. O álbum tem produção de Dr. Luke, Jony Rockstar, Dallas Austin, Deekay e Xenomania, entre outros, e é o primeiro álbum gravado completamente por Amelle Berrabah.
Embora não seja tão bem sucedido como o predecessor Taller in More Ways (2005) nos mercados internacionais de música, o álbum estreou no topo da parada de álbuns britânica, onde se tornou o segundo álbum número um consecutivo da banda e foi eventualmente platina pelo BPI. Além disso, alcançou o top dez na Estónia e Irlanda. Na França, Change foi adaptada como uma compilação do grupo.

## Produção e lançamento
No início e meados de 2007, as Sugababes voltaram para o estúdio para trabalhar com vários produtores americanos no seu quinto álbum de estúdio sem título, o primeiro álbum de estúdio completo da banda com Amelle Berrabah. Os colaboradores do álbum incluem o Dr. Luke, a equipe de produção dinamarquesa Deekay e Novel, bem como os colaboradores anteriores Xenomania, Dallas Austin e Jony Rockstar. Embora, fosse a primeira produção de Amelle, muitas das músicas do álbum foram faixas que não entraram no Taller in More Ways (2005).
O álbum foi produzido por Higgins e pela equipe de produção Xenomania, conhecida por seu trabalho em outros singles das Sugababes, incluindo "Round Round", "Angels with Dirty Faces", "Hole in the Head", "In the Middle" e "Red Dress". O processo de mixagem foi feito por Jeremy Wheatley para 365 Artists at Twenty One Studios, localizado em Londres, Inglaterra. Isto foi feito por Richard Edgeler. Os teclados e a programação foram fornecidos por Powell, Higgins, Cowling e Matt Gray, enquanto Coler era responsável pela presença de guitarra nas músicas.
A AXM Magazine relatou a tentativa assumida das Sugababes, de entrar para o mercado americano com o álbum. Em 30 de agosto de 2007, o grupo apareceu no The Album Chart Show, para divulgar o primeiro single, "About You Now" e estreia outras duas canções do álbuns. Elas também confirmaram que o título do álbum seria Change.
O álbum vazou na sua totalidade, excluindo o bônus do Reino Unido "3 Spoons of Suga", no dia 4 de outubro. Um dia depois, a faixa bônus também foi vazada. Quando inserida no computador, o disco de edição do Reino Unido permite o acesso a recursos bônus, como versões remixadas de "About You Now" e uma entrevista especial com o grupo, além de papéis de parede e fotos. A edição francesa de Change é uma compilação de grandes sucessos porque o álbum Overloaded: The Singles Collection não foi lançado lá e contém todos os seus hits desde "Overload" até "Denial".
"Never Gonna Dance Again" foi escrita pelas integrantes do Sugababes, Keisha Buchanan e Heidi Range em colaboração com Miranda Cooper, Brian Higgins, Tim Powell, Lisa Cowling e Nick Coler. A música foi escrita originalmente para o álbum anterior do grupo Taller In More Ways, mas foi cortada da listagem final de faixas, devido às garotas não gostarem da música. Quando o grupo estava escrevendo o quinto álbum de estúdio, elas voltaram para a música e passaram a gostar dela, levando o grupo a adicioná-la ao álbum Changes.
A música "About You Now" foi usada no filme Wild Child e apresenta three, na trilha sonora. Em dezembro de 2007, "3 Spoons of Suga" foi incluída na trilha sonora do filme St Trinian's, em 2007.

## Recepção

### Critica
| Críticas profissionais | Críticas profissionais |
| Avaliações da crítica  | Avaliações da crítica  |
| Fonte                  | Avaliação              |
| ---------------------- | ---------------------- |
| Canal Pop (site terra) | [ 5 ]                  |
| allmusic               | [ 6 ]                  |
| BBC Music              | (misto)                |
| Digital Spy            | [ 8 ]                  |
| The Guardian           | [ 9 ]                  |
| NME                    | [ 10 ]                 |
| The Times              | [ 11 ]                 |
| Virgin                 | [ 12 ]                 |
| Yahoo! Music UK        | [ 13 ]                 |

O álbum recebeu críticas mistas, com The Guardian chamando-o de "saco misto", mas elogiando faixas como "Never Gonna Dance Again" e "Back Down". Daily Star deu ao álbum uma crítica brilhante, chamando-o de "um dos melhores discos pop contemporâneos da década". The Times afirmou que o álbum era "apenas um pouco melhor do que os outtakes do All Saints, todos datados de produção e pop de bom gosto", mas complementou faixas como "My Love Is Pink" e "3 Spoons of Suga".

### Comercial
O primeiro single do álbum, "About You Now", foi lançado digitalmente em 24 de setembro de 2007 no Reino Unido, com o lançamento físico, uma semana depois. A canção, produzida por Dr. Luke, tornou-se o sexto single número um no Reino Unido e os seus mais bem sucedidos até o momento. O segundo lançamento do álbum, "Change", foi lançado digitalmente em 10 de dezembro e fisicamente em 17 de dezembro, ficou no número 13. "My Love Is Pink" foi um single promocional lançado em 10 de dezembro de 2007 no Reino Unido e 1 de janeiro de 2008 em formato CD Single e não possuí videoclipe. O terceiro single do álbum, "Denial", foi lançado digitalmente em 10 de março de 2008 e lançado fisicamente em 17 de março, atingindo o número 15.

## Faixas
| Change – Edição Padrão |                                            |                                                                                             |                                                        |         |  |
| N.º                    | Título                                     | Compositor(es)                                                                              | Produtor(es)                                           | Duração |  |
| 1.                     | "About You Now"                            | Cathy Dennis Lukasz Gottwald                                                                | Dr. Luke Rob Smith Steven Wolf                         | 3:32    |  |
| 2.                     | "Never Gonna Dance Again"                  | Keisha Buchanan Heidi Range Miranda Cooper Brian Higgins Tim Powell Lisa Cowling Nick Coler | Higgins Xenomania                                      | 3:43    |  |
| 3.                     | "Denial"                                   | Range Buchanan Amelle Berrabah Geeki Flex Turner Elliot Malloy                              | Malloy Turner                                          | 3:31    |  |
| 4.                     | "My Love Is Pink"                          | Buchanan Range Cooper Higgins Powell Cowling Coler                                          | Higgins Xenomania                                      | 3:44    |  |
| 5.                     | "Change"                                   | Lars Halvor Jensen Martin Michael Larsson Niara Scarlett Range Buchanan Berrabah            | Deekay Dicky Daniel Klein Thomas McEwan Lars H. Jensen | 3:37    |  |
| 6.                     | "Back When"                                | Dallas Austin Gary White                                                                    | Austin Joshua Scott Chasez                             | 3:56    |  |
| 7.                     | "Surprise"                                 | Dennis Gottwald                                                                             | Dr. Luke Smith Wolf                                    | 3:05    |  |
| 8.                     | "Back Down"                                | Alonzo Stevenson Tony Reyes Buchanan Range Berrabah                                         | Novel                                                  | 3:50    |  |
| 9.                     | "Mended by You"                            | Range Buchanan Jony Lipsey Karen Poole Jeremy Shaw                                          | Jony Rockstar                                          | 3:34    |  |
| 10.                    | "3 Spoons of Suga" (Faixa bônus britânica) | Range Buchanan Lipsey Poole Shaw                                                            | Rockstar                                               | 3:50    |  |
| 11.                    | "Open the Door"                            | Buchanan Range Dennis Gottwald                                                              | Dr. Luke Smith Wolf                                    | 3:16    |  |
| 12.                    | "Undignified"                              | Tom Nichols Turner Buchanan Range Berrabah                                                  | Turner Nichols                                         | 3:45    |  |
| Duração total:         | Duração total:                             | Duração total:                                                                              | Duração total:                                         | 43:25   |  |

## Créditos
| - Dallas Austin → bateria, keyboards, produção - JC Chasez → produção vocal - Nick Coler → guitarra - Miranda Cooper → keyboards, programação - Pete Craigie → engenharia, mixagem - Richard Edgeler → assistente - Serban Ghenea → mixagem - Aniela Gottwald → assistente - Lukasz "Doctor Luke" Gottwald → baixo, guitarra, bateria, programação - Matt Gray → keyboards, programação - Brian Higgins → keyboards, programação, produção, mixagem - Tim McEwan → percussão | - Tom Nichols → percussão, programação, produção - Andrew Nitsch → assistente de engenharia - Rohan Onraet → engenharia - Chris Parmenidis → masterização - Tim Powell → keyboards, programação, mixagem - Kurt Read → engenharia - Tony Reyes → guitarra - Tim Roberts → assistente - Johnny Rockstar → baixo, guitarra, beat, programação - Rick Sheppard → engenharia - Alonzo "Novel" Stevenson → keyboards, vocais (de apoio), produção, programação de bateria - Tim VanDerKuil → baixo - Jeremy Wheatley → keyboards, programação, mixagem - Steven Wolf → produção - Jordan "DJ Swivel" Young → engenharia |

## Desempenho nas tabelas musicais

### Paradas semanais
| Chart (2007–08)             | Maior posição |
| --------------------------- | ------------- |
| Alemanha (Media Control)    | 33            |
| Austrália (ARIA)            | 90            |
| Áustria (Ö3 Austria)        | 32            |
| Europa (Billboard)          | 10            |
| França (SNEP)               | 105           |
| Irlanda (IRMA)              | 10            |
| Países Baixos (MegaCharts)  | 69            |
| Reino Unido (OCC)           | 1             |
| República Checa (IFPI)      | 38            |
| Suíça (Schweizer Hitparade) | 14            |

## Vendas e certificações
| Região                                         | Certificação | Vendas   |
| ---------------------------------------------- | ------------ | -------- |
| Irlanda (IRMA)                                 | Platina      | 100,000^ |
| Reino Unido (BPI)                              | Platina      | 200,000^ |
| ^distribuições baseadas apenas na certificação |              |          |

## Histórico de lançamentos
| Região        | Data de lançamento   |
| ------------- | -------------------- |
| Países Baixos | 1 de outubro de 2007 |
| Irlanda       | 5 de outubro de 2007 |
| Reino Unido   | 8 de Outubro de 2007 |
| França        | 17 de março de 2008  |